# Silviella serpyllifolia
Silviella serpyllifolia är en snyltrotsväxtart som först beskrevs av Carl Sigismund Kunth, och fick sitt nu gällande namn av Francis Whittier Pennell. Silviella serpyllifolia ingår i släktet Silviella och familjen snyltrotsväxter. Inga underarter finns listade i Catalogue of Life.